# Ewoud Gommans
Ewoud Gommans (Voorschoten, 17 novembre 1990) è un pallavolista olandese, schiacciatore della Dinamo Bucarest.

## Carriera

### Club
La formazione pallavolistica di Ewoud Gommans avviene nell'HvA, progetto della federazione pallavolistica dei Paesi Bassi per riunire tutti i giovani di talento in un'unica squadra. La prima esperienza ad alti livelli arriva nella stagione 2010-11, quando viene tesserato dalla Dynamo Apeldoorn: conquista la Supercoppa olandese 2010 e la Coppa dei Paesi Bassi 2010-11.
Nella stagione 2011-12 viene ingaggiato dal Moerser, nella 1. Bundesliga, dove resta per due annate, per poi trasferirsi all'Unterhaching per il campionato 2013-14, sempre nella massima divisione tedesca. Nella stagione 2014-15 gioca in Francia nel Cannes, nella Ligue A, dove resta per due annate, prima di accasarsi all'Arago de Sète, militante nella stessa divisione.
Nella stagione 2017-18 torna nuovamente alla Dynamo Apeldoorn, mentre in quella successiva passa alla formazione svizzera dell'Amriswil in Lega Nazionale A. Per il campionato 2019-20 si accasa allo Chaumont, in Ligue A: tuttavia a stagione in corso lascia il club francese per concludere l'annata al Rüsselsheim, nella 1. Bundesliga tedesca.
Si trasferisce quindi in Romania, dove partecipa alla Divizia A1 prima con l'Universitatea Craiova nell'annata 2020-21 e poi con la Dinamo Bucarest nell'annata seguente.

### Nazionale
Tra il 2008 e il 2009 fa parte delle nazionali giovanili olandesi.
Nel 2011 riceve le prime convocazioni in nazionale maggiore, con la quale, nel 2019, vince la medaglia di bronzo all'European Golden League.

## Palmarès

### Club
- Coppa dei Paesi Bassi: 1

2010-11
- Supercoppa olandese: 1

2010

### Nazionale (competizioni minori)
- European Golden League 2019

### Premi individuali
- 2018 - Supercoppa svizzera: MVP